# Nycteola helvetica
Nycteola helvetica är en fjärilsart som beskrevs av Kovács 1954. Nycteola helvetica ingår i släktet Nycteola och familjen trågspinnare. Inga underarter finns listade i Catalogue of Life.